# 莫滕·奥尔森 (手球运动员)
莫滕·奥尔森（丹麥語：Morten Olsen，1984年10月11日—），丹麦男子手球运动员。他曾代表丹麦国家队参加2016年和2020年夏季奥林匹克运动会手球比赛，获得一枚金牌和一枚银牌。